# Topology and its Applications
Topology and Its Applications est une revue scientifique à comité de lecture spécialisée en mathématiques, consacrée à la publication de travaux de recherche en topologie. Fondée en 1971 sous le titre Topologie générale et ses applications, elle adopte son nom actuel en 1980. La revue paraît actuellement à raison de 18 numéros par an, regroupés en un seul volume annuel. Elle est indexée dans plusieurs bases de données reconnues, telles que Scopus, Mathematical Reviews et Zentralblatt MATH. Son coefficient de qualité mathématique (QCM) pour la période 2004–2008 était de 0,38, et son facteur d'impact pour l’année 2020 s’élevait à 0,617.
1. ↑  2020 Journal Citation Reports, Science, coll. « Web of Science », 2021, « Topology and Its Applications »